# Ovipennis dudgeoni
Espèce
Ovipennis dudgeoni est une espèce de lépidoptères (papillons) de la famille des Erebidae et de la sous-famille des Arctiinae. Elle a été décrite par l'entomologiste britannique Henry John Elwes en 1890. On la trouve dans le Sikkim, en Inde.